# Danh sách thành phố Bờ Biển Ngà

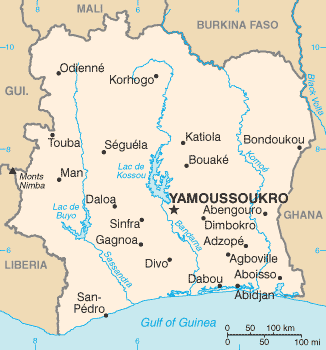
Bản đồ Bờ Biển Ngà

- Abengourou
- Abidjan
- Adzopé
- Agboville
- Ayama
- Biankouma
- Bingerville
- Bondoukou
- Bouaflé
- Bouaké
- Bouna
- Boundiali
- Dabou
- Daloa
- Danané
- Dimbokro
- Divo
- Ferkessédougou
- Gagnoa
- Grand Bassam
- Grand Lahou
- Jacqueville
- Kong
- Korhogo
- Kouto
- Man
- Marahoué
- Odienné
- San Pédro
- Sassandra
- Sinfra
- Tiagba
- Touba
- Yamoussoukro